# Sebastião Gilberto
Gilberto, właśc. Felisberto Sebastião de Graca Amaral (ur. 21 września 1982 w Luandzie) – piłkarz angolski grający na pozycji lewego pomocnika.

## Kariera klubowa
Gilberto jest wychowankiem klubu Petro Atlético Luanda. W 1999 roku w wieku 17 lat zadebiutował w jego barwach w pierwszej lidze Angoli. W 2000 roku osiągnął swoje pierwsze sukcesy z tym klubem - wywalczył zarówno mistrzostwo Angoli, jak i Puchar Angoli.
W 2002 roku Gilberto wyjechał do Egiptu i podpisał kontrakt z zespołem Al-Ahly Kair. W 2003 roku sięgnął po Puchar Egiptu. W sezonie 2004/2005 wywalczył swój pierwszy tytuł mistrza kraju. W 2005 roku zdobył także Superpuchar Egiptu (trofeum to zdobywał też w dwóch kolejnych sezonach) i wygrał po raz pierwszy Afrykańską Ligę Mistrzów. W sezonie 2005/2006 w niewielkim stopniu przyczynił się (odniósł kontuzję ścięgna Achillesa) do zdobycia przez Al-Ahly mistrzowskiego tytułu, a także drugiego z rzędu Pucharu Mistrzów oraz zdobycia kolejnego w karierze Pucharu Egiptu. Zdobył też brązowy medal w Klubowym Pucharze Świata 2006. W sezonie 2006/2007 wywalczył z Al-Ahly dublet - mistrzostwo oraz puchar kraju. W latach 2006 i 2007 zdobywał też Superpuchar Afryki. W latach 2008–2010 wywalczył kolejne mistrzostwa kraju, a w 2008 roku - Ligę Mistrzów.
W 2010 roku Gilberto został piłkarzem belgijskiego Lierse SK. W latach 2012–2013 grał w cypryjskim AEL Limassol, a latem 2013 wrócił do Petro Atlético Luanda. W 2015 roku przeszedł do Benfiki Luanda.

## Kariera reprezentacyjna
W reprezentacji Angoli Gilberto zadebiutował w 1999 roku. W 2006 roku z powodu kontuzji ścięgna Achillesa nie pojechał na Puchar Narodów Afryki 2006 i Mistrzostwa Świata w Piłce Nożnej 2006. W 2008 roku znalazł się w drużynie na Puchar Narodów Afryki 2008.